# Puy de Chalard
Le puy de Chalard est un volcan éteint situé sur la commune de Manzat, dans les Combrailles. Il est géologiquement situé à l'extrémité septentrionale de la chaîne des Puys, dans le Massif central.

## Toponymie

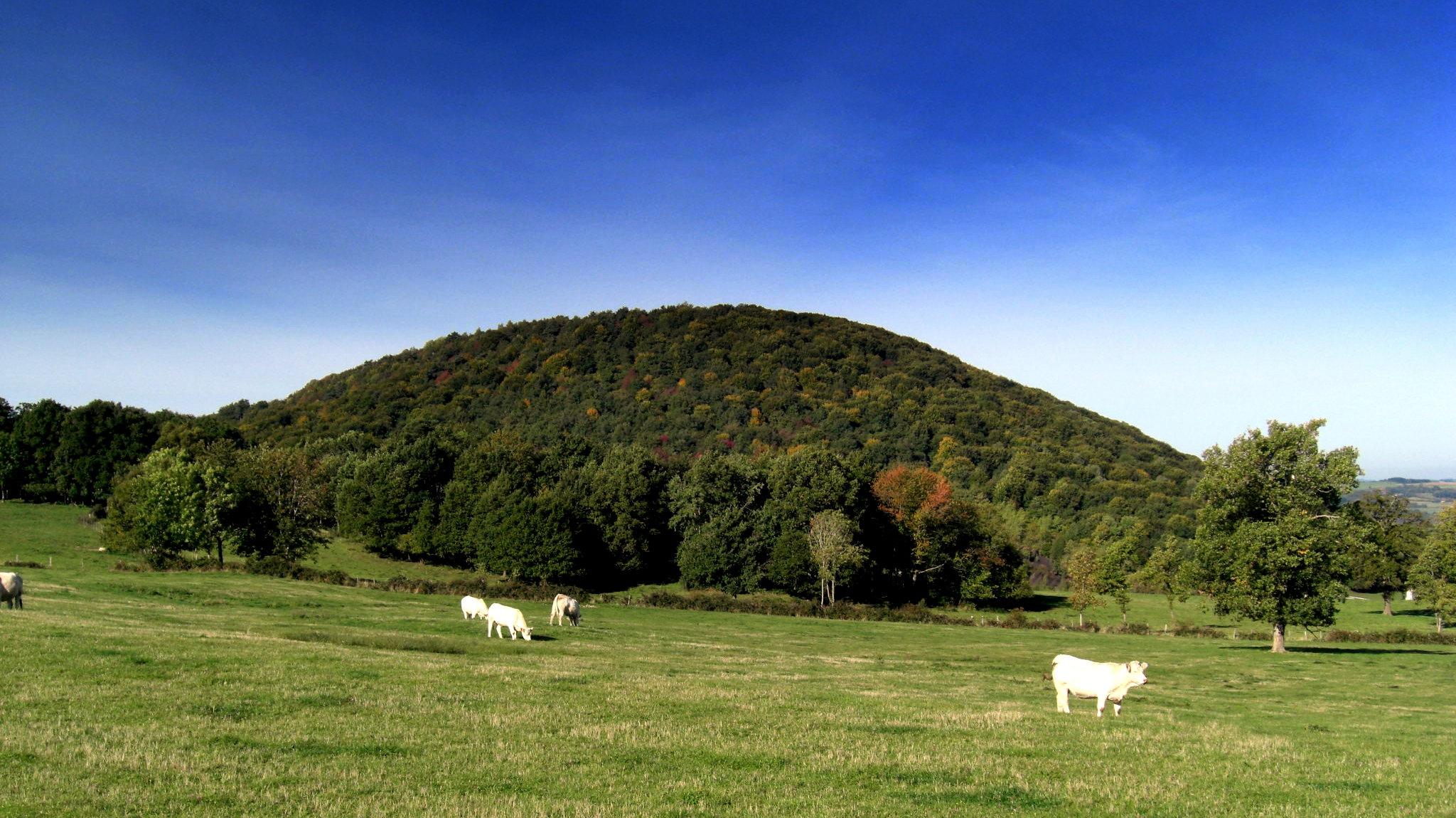
Vue du puy de Chalard.

Le nom « puy de Chalard » vient directement de l'occitan Puei (qui signifie « puy ») et de Chaslar qui désigne un château médiéval, et ce partout dans l'aire du nord-occitan,.

## Géographie

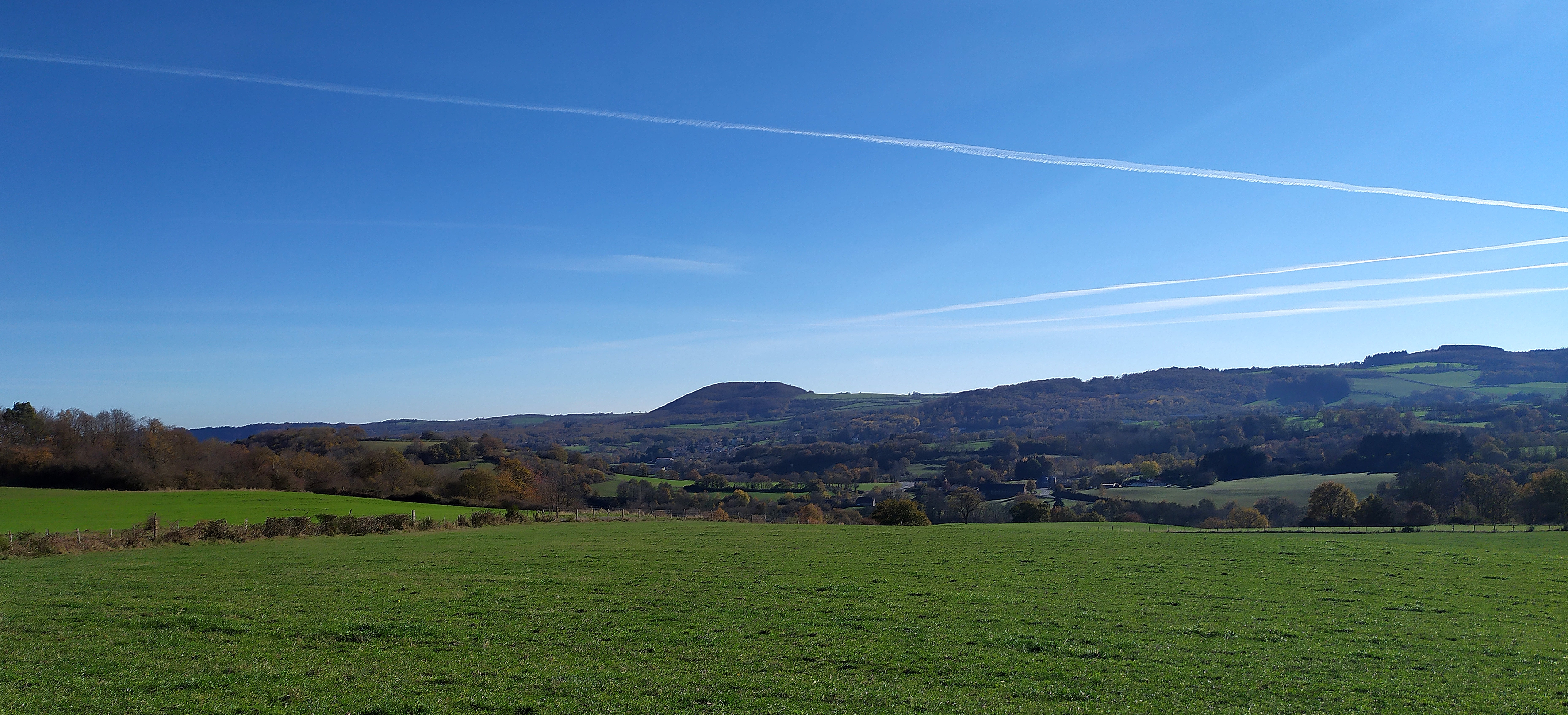
Vue du puy de Chalard depuis le village de La Vareille (commune de Vitrac) à environ 5 km à l'ouest.

Le puy de Chalard se trouve sur la commune de Manzat, à moins de quarante kilomètres au nord ouest de Clermont-Ferrand.
Il s'agit d'un volcan de type strombolien présentant un cratère égueulé, c'est-à-dire un cratère dont l'un des côtés a explosé.